# Georges Désir
Georges Jules Joseph Désir (Ans, 16 april 1925 - Brussel, 12 oktober 2016) was een Belgisch politicus voor FDF sindsdien DéFi.

## Levensloop
Tijdens de Tweede Wereldoorlog werkte hij als verpleger-hulpverlener bij het Rode Kruis. Na de bevrijding van België in 1944 werd Désir oorlogsvrijwilliger en geïntegreerd in een bataljon van het Amerikaanse leger dat naar Nazi-Duitsland trok. In 1946 verliet hij onder de rang van sergeant het leger. Voor zijn oorlogsverdiensten kreeg hij meerdere onderscheidingen, waaronder grootofficier in de Leopoldsorde en het Burgerlijk Kruis 1ste Klasse.
Na de oorlog studeerde hij dictie en theater aan het Conservatorium van Luik en filosofie en rechten aan de Universiteit van Luik. Na zijn studies werd hij radiopresentator bij INR-Luik, waar hij sportieve reportages, lokale informatie en jazz- en poëzierubrieken behandelde. Op de radio liet hij ook zijn voorkeur aan federalisme blijken en verwierp hij alle vormen van separatisme.
In 1954 verhuisde Désir naar Brussel en stapte van de radio over naar de televisie, die nog maar pas bestond. Hij kreeg de functie adjunct-verantwoordelijke van de filmdienst.
Vanaf 1960 presenteerde Désir op de RTB verschillende didactische spelprogramma's uitgezonden op zondagnamiddag. Ook presenteerde hij het programma Visa pour l'Europe op de internationale Europese televisiezender Eurovisie, dat twee seizoenen liep. Vanaf 1967 presenteerde hij Visa pour le monde, een programma over de geschiedenis en de actualiteit van elk wereldland. Wegens de hoge kwaliteit kreeg zijn programma meerdere prijzen.
Désir, eveneens syndicaal gedelegeerde, was begin jaren 1960 medeoprichter van de Brusselse afdeling van de Mouvement populaire wallon. Hieruit groeide de partij FDF, die in 1964 werd opgericht. Binnen deze partij waren ook heel wat van zijn vrienden actief, zoals Lucien Outers, Léon Defosset, André Lagasse en Marcel Payfa.
Ook Désir trad toe tot het FDF en werd voor deze partij in 1970 verkozen tot gemeenteraadslid in zijn woonplaats Sint-Lambrechts-Woluwe, wat hij bleef tot aan zijn dood 46 jaar later. Nadat hij zes jaar in de oppositie zetelde, was hij van 1976 tot 2006 burgemeester van de gemeente. Hierdoor was hij verplicht om zijn televisieloopbaan te beëindigen.
Voor het FDF begon hij eveneens een parlementaire loopbaan: van 1977 tot 1978 zetelde hij voor het arrondissement Brussel in de Kamer van volksvertegenwoordigers, daarna van 1978 tot 1985 als rechtstreeks gekozen senator voor het arrondissement Brussel (1978-1981) en provinciaal senator voor Brabant (1981-1985) in de Belgische Senaat, van 1985 tot 1987 zetelde hij opnieuw in de Kamer, van 1987 tot 1995 was hij nogmaals rechtstreeks gekozen senator in de Senaat en van 1995 tot 1999 ook nog in het Brussels Hoofdstedelijk Parlement.
Bovendien was hij van 1989 tot 1991 minister van Huisvesting, Leefmilieu, Natuurbehoud en Waterbeleid in de Brusselse Hoofdstedelijke Regering. Zijn kleindochter Caroline Désir is politiek actief voor de PS.